# Сторожинецкий район
Сторожине́цкий райо́н (укр. Сторожинецький район, рум. Raionul Storojinet) — упразднённая административная единица Черновицкой области Украины. Административный центр — город Сторожинец.

## История
Образован в 1940 году. В ходе административно-территориальной реформы в Украине, в 2020 году район был упразднён, его территория вошла в состав Черновицкого района. На территории района были сформированы Великокучуровская, Каменская, Красноильская, Петровецкая, Сторожинецкая и Чудейская территориальные общины.

## Население
По данным всеукраинской переписи населения 2001 года в населении района присутствовали следующие этнические группы:
- украинцы — 59,6 %
- румыны — 36,8 %
- поляки — 1,5 %
- русские — 1,4 %[3].